# Cornelis Huysmans
Cornelis Huysmans (Anversa, 2 aprile 1648 – Mechelen, 1º giugno 1727) è stato un pittore tedesco.
Allievo del paesaggista G. de Witte, subì l'influsso di Jacques d'Arthois e fu uno dei rinnovatori del paesaggio fiammingo.

## Biografia
Figlio dell'architetto Hendrik Huysmans e fratello del pittore Jan Battista, lavorò al pulpito di Gaspar de Witte ad Anversa. Ha poi lavorato per Jacques d'Arthois a Bruxelles. Intorno al 1675, viaggiò nella zona di Dinant e Namur. Tornato a Mechelen nel 1682, il 26 gennaio sposò Maria Anna Scheppers. Il loro figlio, Pieter Balthasar, fu pittore (1684-1706). Dopo il 1702 tornò ad Anversa, e tra il 1706 e il 1707 divenne maestro nella corporazione di San Luca di Anversa. Tornò a Malines nel 1716. Lì ebbe due allievi: C. Ridel e Joh. Edmund Turner. Lavorò per breve tempo in Inghilterra.
È stato fortemente influenzato da Jacques d'Arthois, ma i suoi toni sono più leggeri e più trasparenti. Il suo stile si è evoluto verso una maggiore ispirazione classica. I suoi paesaggi sono notevoli per effetto decorativo. I paesaggi con incavi di sabbia suggeriscono una risposta alle composizioni di L. de Vadder.